# Un tipo de suerte
 Un tipo de suerte  es una película de Argentina en blanco y negro dirigida por Carlos Calderón de la Barca sobre su propio guion que se estrenó el 19 de octubre de 1938 y que tuvo como protagonistas a Mapy Cortés, Segundo Pomar y Eduardo Sandrini.

## Sinopsis
Un político del interior del país viaja a Buenos Aires, donde protege a dos niños de cya hermana mayor se enamora.

## Reparto
- Mapy Cortés
- Carlos Enríquez
- Carlos Morganti
- Esther Paonesa
- Segundo Pomar
- Eduardo Sandrini
- Max Citelli

## Comentarios
El crítico Ulyses Petit de Murat opinó que "la ineficiencia directiva... perjudica el buen elemento humano y ciertos escenarios logrados" en tanto para Manrupe y Portela el filme es "una comedia modesta, hoy perdida en el tiempo".
En este film, tuvo un pequeño rol un niño, hijo de Narciso Ibáñez Menta y Pepita Serrador, con sólo tres años de edad: hoy, Narciso "Chicho" Ibáñez Serrador (Dato de la revista "Cine Argentino", Año I N° 25 27 de octubre de 1938, artículo "NARCISITO".